# Conceição do Tocantins
Conceição do Tocantins es un municipio brasileño del estado del Tocantins. Se localiza a una latitud 12º13'07" sur y a una longitud 47º17'54" oeste, a una altitud de 400 metros. Su población estimada en 2004 era de 4 495 habitantes.
Posee un área de 2.500,733 km².